# Hilarion (métropolite de Kiev)
Saint Hilarion de Kiev est un saint orthodoxe, Métropolite de Kiev et de Russie de 1051 à 1055. Il est fêté le 21 octobre.

## Biographie

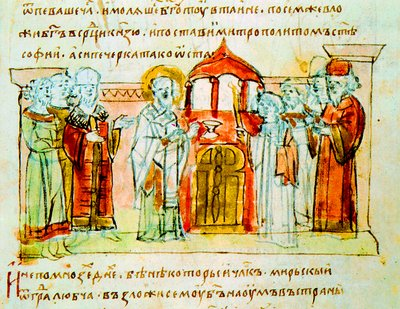
Saint Hilarion.

Il vécut à l'époque du règne du Prince Iaroslav le Sage.
Hilarion était Prêtre de l'église des Saints-Apôtres dans le village de Berestovo, près de Kiev, et était déjà à l'époque réputé pour sa vie spirituelle. Il se retirait dans la caverne d'une forêt épaisse près du Dniepr où il priait Dieu en permanence.
Il avait également un grand talent d'orateur et une vaste érudition en Théologie. Il rédigea des écrits théologiques dont une Confession de foi (Ispovendanje Very), et son œuvre la plus célèbre, le Sermon sur la loi et la grâce (en) (Slovo o zakone, Moiseom dannom, i blagodati i o istine, "Sermon sur la loi donnée par Moïse, la grâce et la vérité"), rédigé entre 1037 et 1050.
Ce texte, qui valut à St Hilarion le titre de premier écrivain russe,
resta une œuvre majeure de la Russie ancienne et eut une grande influence en Russie mais aussi chez les Slaves méridionaux,.
Selon Evgueni Goloubinski c'est "un discours académique impeccable que l'on peut comparer parmi les modernes à ceux de Karamzine".
Georges Florovsky dit lui qu'"il ne s'agit pas d'une œuvre de rhéteur de la décadence de l'art oratoire, mais de celle d'un orateur à l'apogée de son art que l'on peut placer sur le même plan que Le Dit de la campagne d'Igor"
En 1051 un concile des Evêques russes fut réuni sous l'impulsion de Iaroslav le Sage, pour élire un nouveau Primat pour l'Église russe.
Alors que jusque-là ceux-ci étaient choisis par le Patriarcat de Constantinople -vu que le siège de Kiev était soumis à Constantinople-,
Hilarion fut élu directement par le concile, devenant le premier Métropolite de Kiev choisi par un concile des Evêques russes. Sa nomination fut ensuite confirmée par le Patriarcat de Constantinople.
Le nouveau Métropolite fut intronisé en la cathédrale Sainte-Sophie de Kiev.
Il accorda une grande importance à l'alphabétisation pour le renforcement du Christianisme en Russie.
On ignore la date exacte de sa mort, celle-ci se situerait vers 1055.